# Phoenix (álbum de Rita Ora)
Phoenix —en español: Fénix— es el segundo álbum de estudio de la cantante británica Rita Ora, lanzado el 23 de noviembre de 2018 a través de Atlantic Records. Es su primer álbum desde ORA (2012), lanzado después de ganarle el juicio a Roc Nation, la disquera de Jay-Z.

## Antecedentes
Después de resolver la situación legal con su anterior compañía discográfica, Roc Nation, Ora firmó con la discográfica, Atlantic Records, en junio de 2016. Tras firmar con Atlantic, empezó con la producción del álbum. Ora anunció la fecha de lanzamiento del álbum el 18 de septiembre de 2018. Phoenix es el segundo álbum de estudio de Ora, pero su primero en ser lanzado a nivel internacional. 

## Singles promocionales
Summer Love  y Soul Survivor  se cantaron en vivo en The Girls Tour desde el 11 de mayo de 2018.
Velvet Rope se publicó el 16 de noviembre de 2018 como el primer sencillo promocional.
Cashmere se publicó el 19 de noviembre de 2018 como el segundo sencillo promocional.
Falling to Pieces se publicó el 21 de noviembre de 2018 como el tercer sencillo promocional.

## Lista de canciones
- Edición estándar

| Phoenix |                                                    |          |  |
| N.º     | Título                                             | Duración |  |
| 1.      | «Anywhere»                                         | 3:35     |  |
| 2.      | «Let You Love Me»                                  | 3:10     |  |
| 3.      | «New Look»                                         | 2:34     |  |
| 4.      | «Lonely Together» (Avicii feat. Rita Ora)          | 3:01     |  |
| 5.      | «Your Song»                                        | 3:00     |  |
| 6.      | «Only Want You»                                    | 3:00     |  |
| 7.      | «First Time High»                                  | 3:02     |  |
| 8.      | «For You» (feat. Liam Payne)                       | 4:05     |  |
| 9.      | «Summer Love» (con Rudimental)                     | 4:17     |  |
| 10.     | «Girls» (feat. Cardi B, Bebe Rexha and Charli XCX) | 3:41     |  |
| 11.     | «Keep Talking» (feat. Julia Michaels)              | 3:33     |  |
| 12.     | «Hell of a Life»                                   | 3:55     |  |
| 40:54   |                                                    |          |  |

| Phoenix — Edición de lujo |                     |          |  |
| N.º                       | Título              | Duración |  |
| 13.                       | «Velvet Rope»       | 3:55     |  |
| 14.                       | «Falling to Pieces» | 4:21     |  |
| 15.                       | «Cashmere»          | 2:55     |  |
| 16.                       | «Soul Survivor»     | 3:29     |  |
| 55:34                     |                     |          |  |

| Phoenix — Edición Japonesa |                                 |          |  |
| N.º                        | Título                          | Duración |  |
| 13.                        | «Anywhere" (R3hab Remix)»       | 2:54     |  |
| 14.                        | «Let You Love Me" (Möwe Remix)» | 3:06     |  |
| 46:54                      |                                 |          |  |

## Promoción
Singles
"Your Song" se lanzó el 26 de mayo de 2017 como el primer sencillo del álbum. La canción alcanzó el puesto número siete en el UK Singles Chart. "Anywhere" fue lanzado el 20 de octubre de 2017 como el segundo sencillo del álbum. La canción alcanzó el número dos en Reino Unido.
"Girls" con Cardi B, Bebe Rexha y Charli XCX se lanzó el 11 de mayo de 2018. Ora interpretó la canción en vivo por primera vez en el Big Weekend 2017 de la BBC Radio 1, un año antes de su lanzamiento oficial. "Let You Love Me" fue lanzado como el cuarto sencillo del álbum el 21 de septiembre de 2018. Alcanzando el número 5 en el UK Singles Chart, convirtió a Ora en la artista solista británica con el mayor número de top diez canciones del Reino Unido en la historia.
Singles de otros proyectos
"Lonely Together" fue lanzado el 11 de agosto de 2017 como un sencillo conjunto del EP de Avicii, Avīci (01). La canción alcanzó el número cuatro en el UK Singles Chart. "For You" se lanzó con Liam Payne el 5 de enero de 2018 como el primer sencillo de la banda sonora de Fifty Shades Freed. El sencillo llegó al top 10 en el Reino Unido, alcanzando el número ocho, convirtiéndose en el duodécimo top 10 single del Reino Unido de Ora.

## Posicionamiento
| Lista (2018)                        | Mejor posición |
| ----------------------------------- | -------------- |
| Australian Albums (ARIA)            | 15             |
| Austria (Ö3 Austria)                | 43             |
| Bélgica (Ultratop flamenca)         | 31             |
| Bélgica (Ultratop valona)           | 69             |
| Canadá (Billboard Canadian Albums)  | 36             |
| Dinamarca (Hitlisten)               | 36             |
| Países Bajos (Album Top 100)        | 30             |
| Estonian Albums (IFPI)              | 9              |
| Finlandia (Suomen Virallinen Lista) | 14             |
| French Albums (SNEP)                | 103            |
| Irlanda (IRMA)                      | 20             |
| Italian Albums (FIMI)               | 63             |
| Japanese Albums (Oricon)            | 121            |
| Japan Hot Albums (Billboard Japan)  | 59             |
| New Zealand Albums (RMNZ)           | 18             |
| Noruega (VG-lista)                  | 34             |
| Slovak Albums (ČNS IFPI)            | 56             |
| Corea del Sur (Gaon)                | 33             |
| Spanish Albums (PROMUSICAE)         | 69             |
| Swedish Albums (Sverigetopplistan)  | 33             |
| Suiza (Schweizer Hitparade)         | 18             |
| Reino Unido (UK Albums Chart)       | 11             |

## Historial de publicaciones
| País | Fecha                   | Formato              | Discográfica              | Edición           |
| ---- | ----------------------- | -------------------- | ------------------------- | ----------------- |
|      | 23 de noviembre de 2018 | CD, descarga digital | Atlantic Records y Warner | Estándar y deluxe |